# Metković (Bogatić)
Pour les articles homonymes, voir Metković.
Metković (en serbe cyrillique : Метковић) est une localité de Serbie située dans la municipalité de Bogatić, district de Mačva. Au recensement de 2011, elle comptait 1 097 habitants.
Metković est officiellement classé parmi les villages de Serbie.

## Démographie

### Évolution historique de la population
| 1948  | 1953  | 1961  | 1971  | 1981  | 1991  | 2002  | 2011  |
| ----- | ----- | ----- | ----- | ----- | ----- | ----- | ----- |
| 1 554 | 1 581 | 1 562 | 1 511 | 1 419 | 1 314 | 1 244 | 1 097 |

|  |

## Tourisme
Sur le territoire du village se trouve l'etho-village de « Mačvanski Konak ».

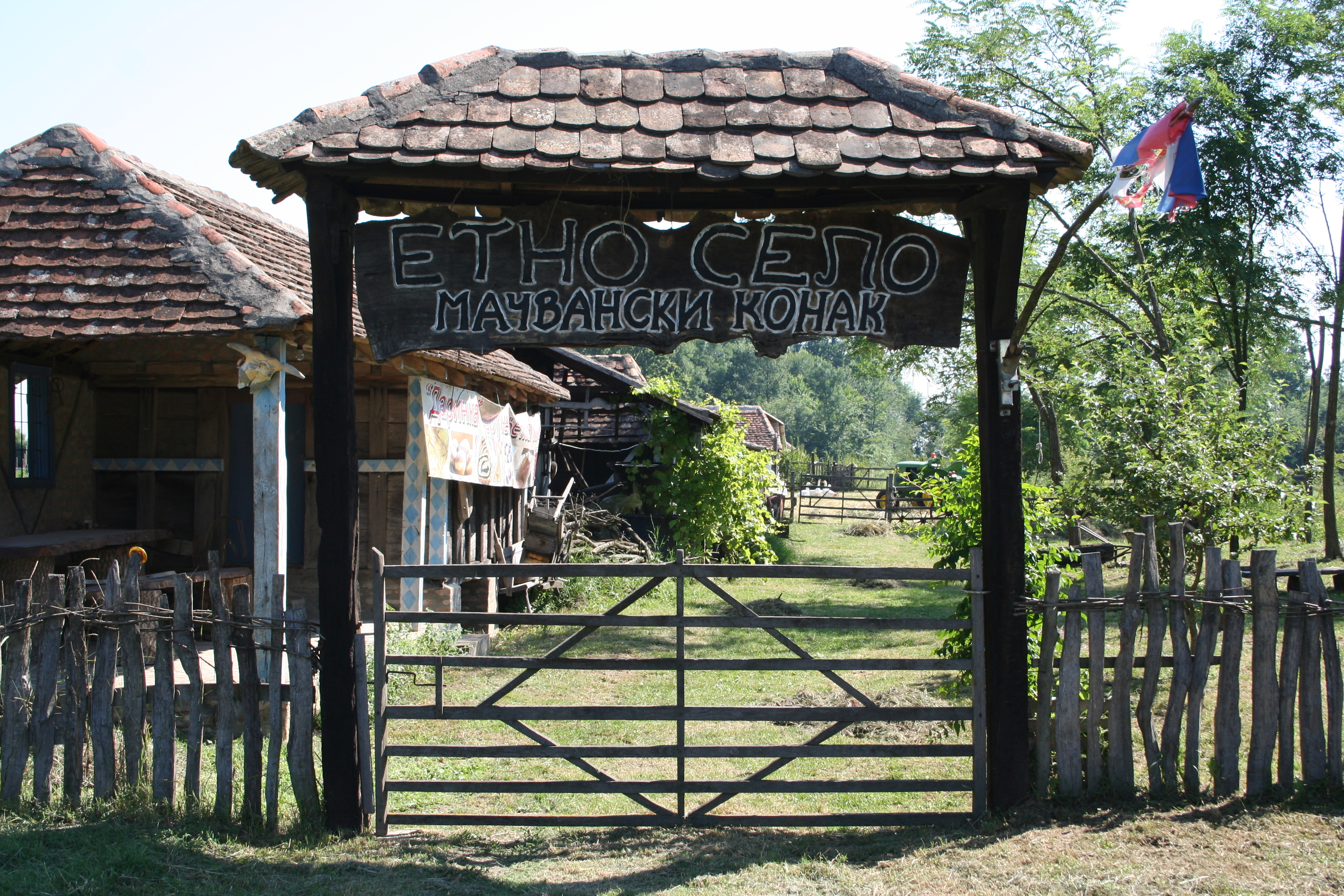
L'entrée du village
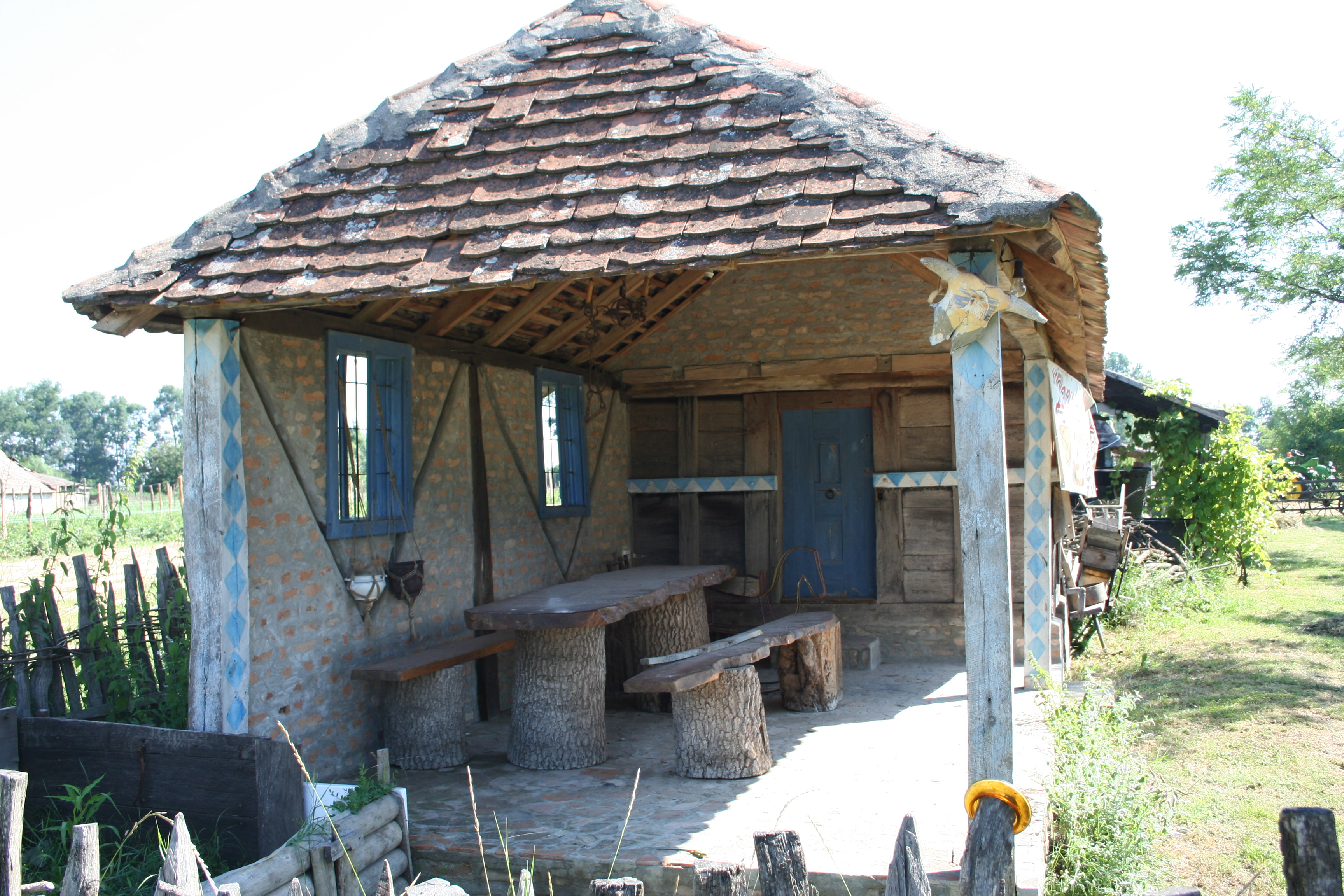
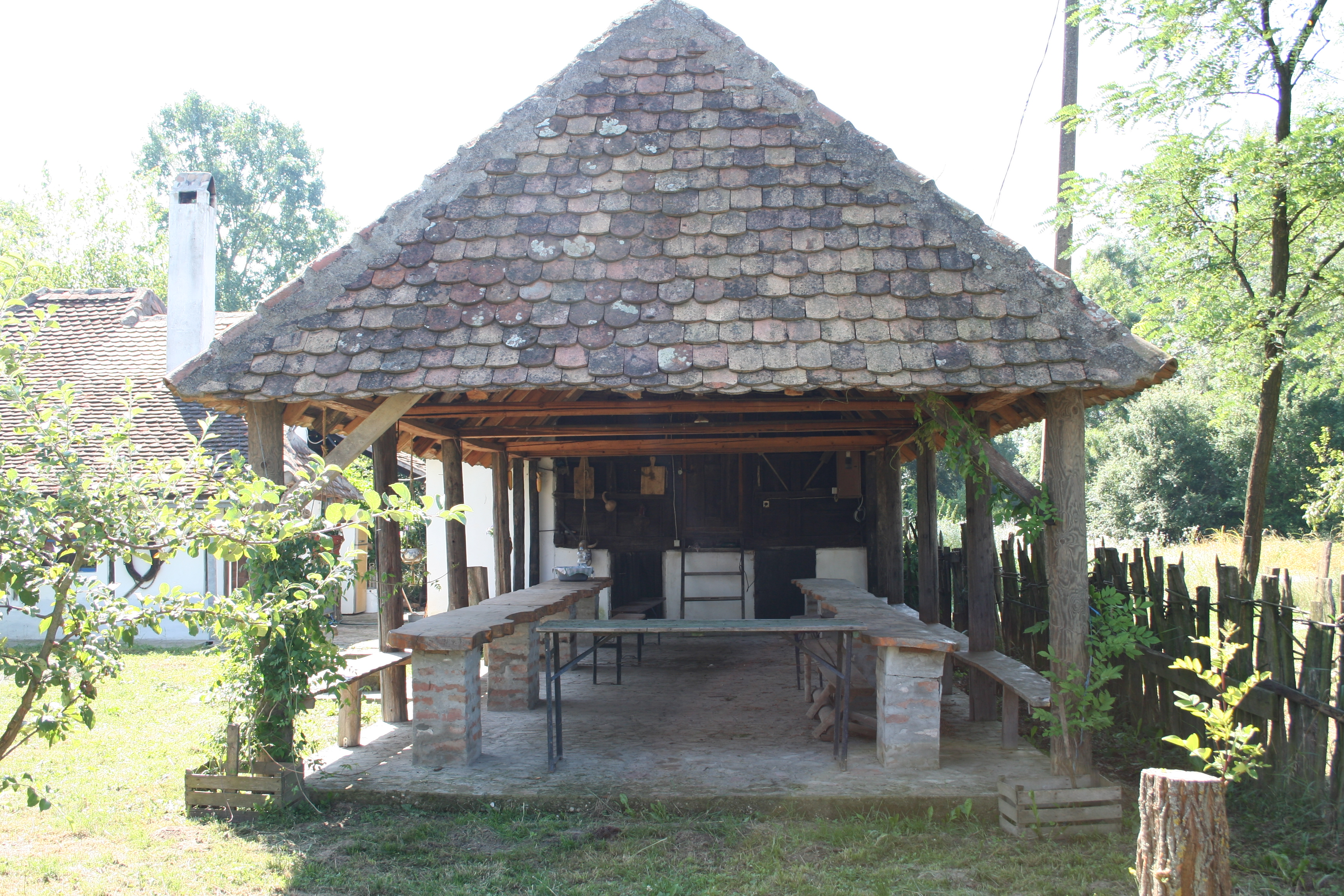
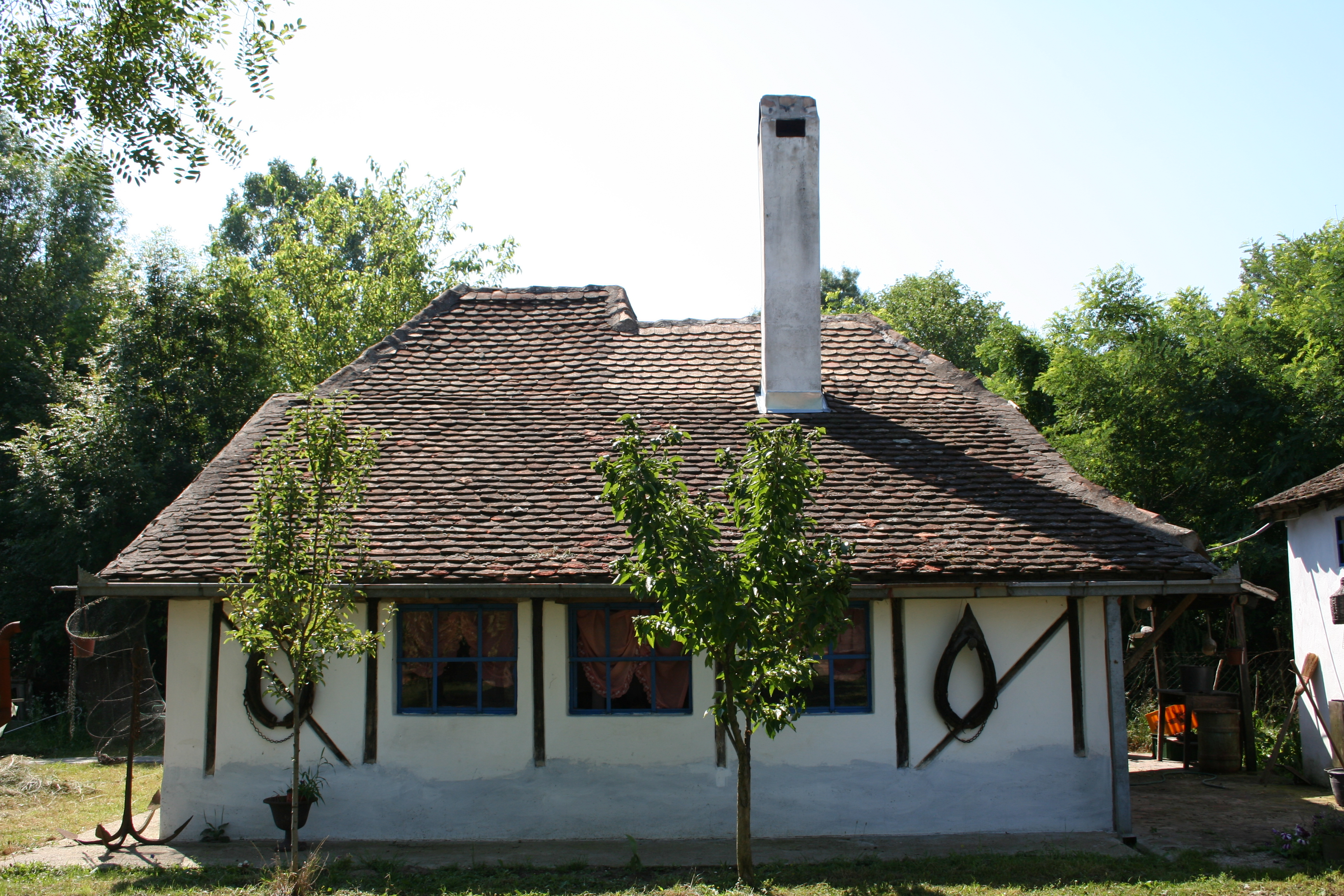
Maison ancienne
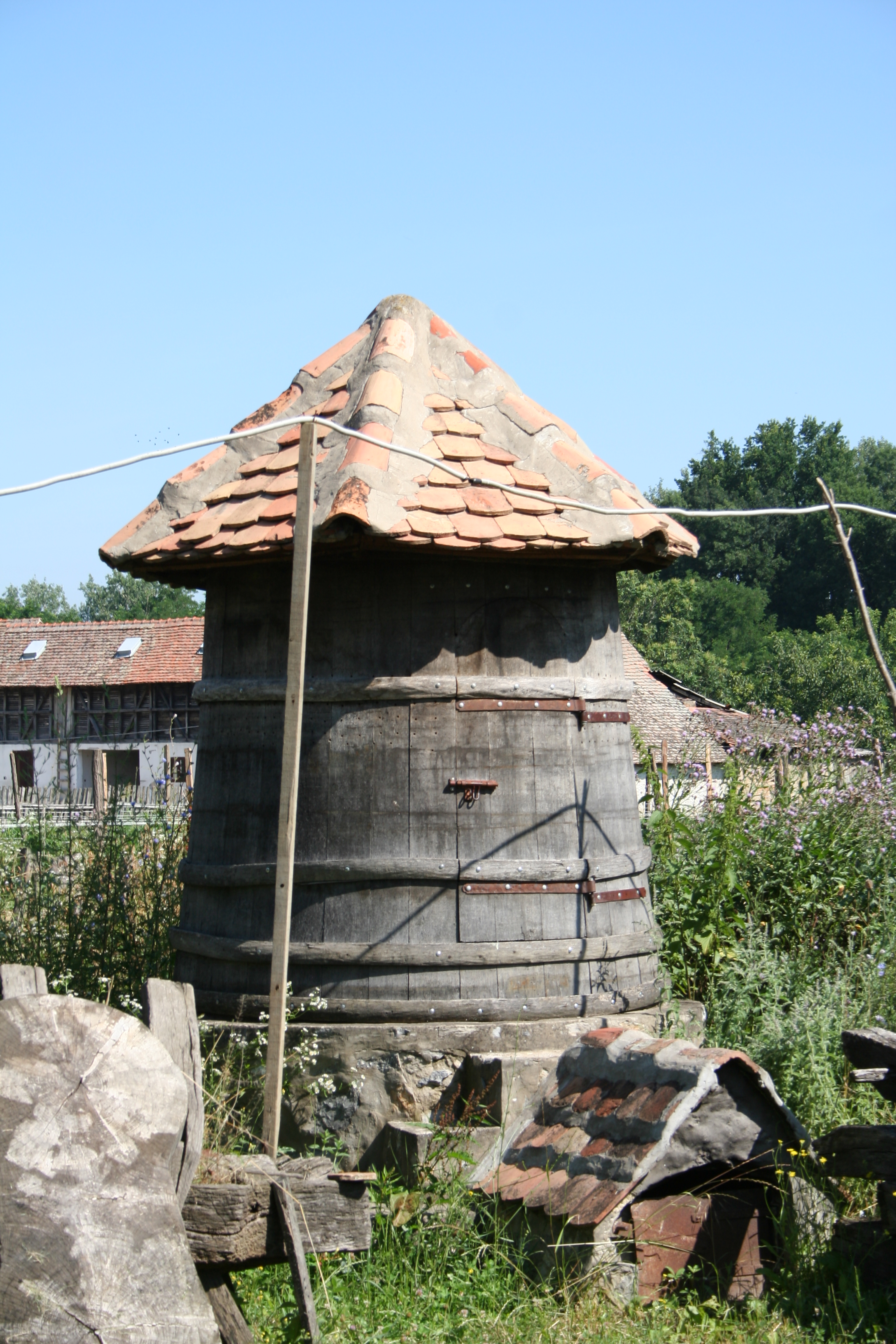
Séchoir à viande et à poisson
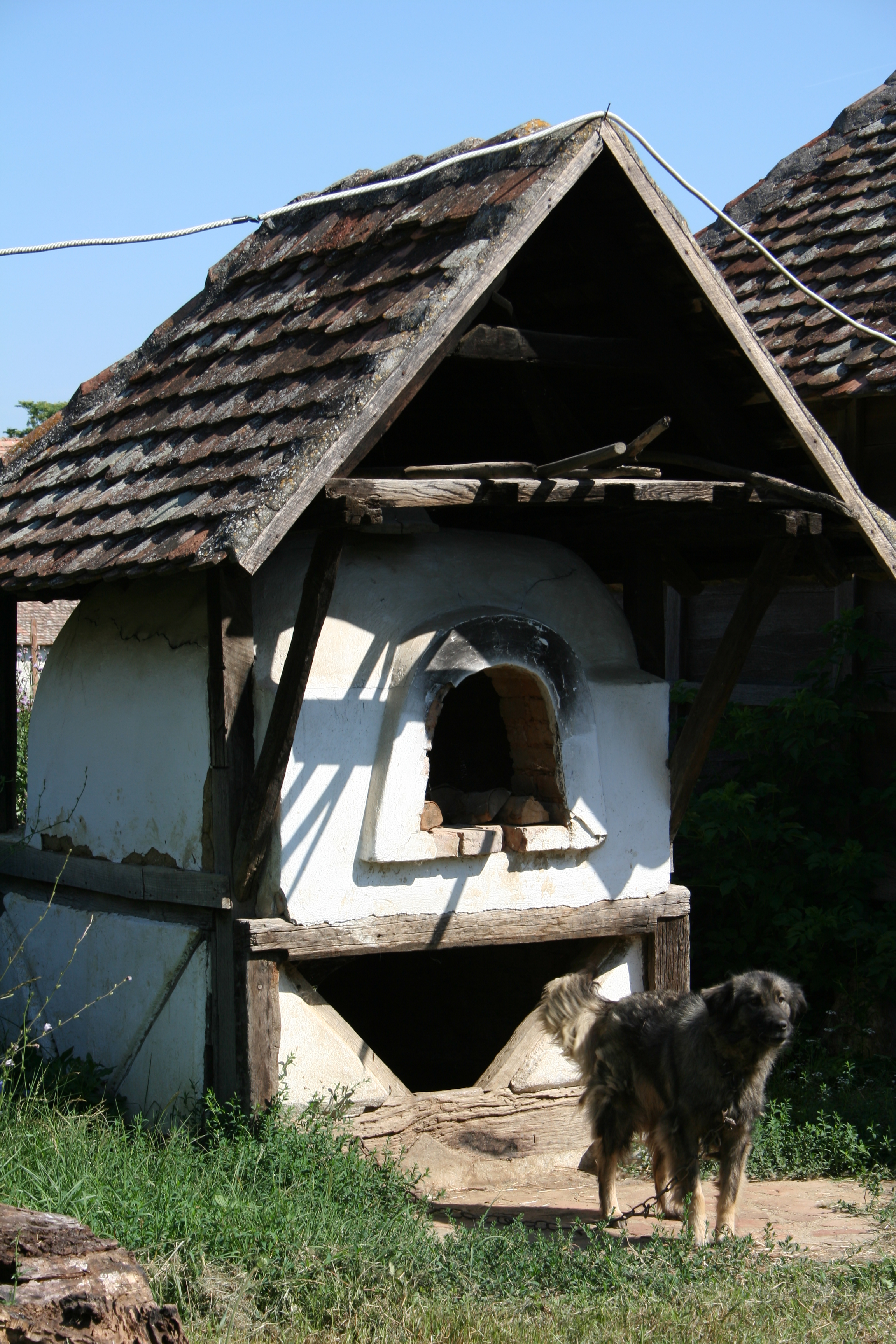
Four à pain
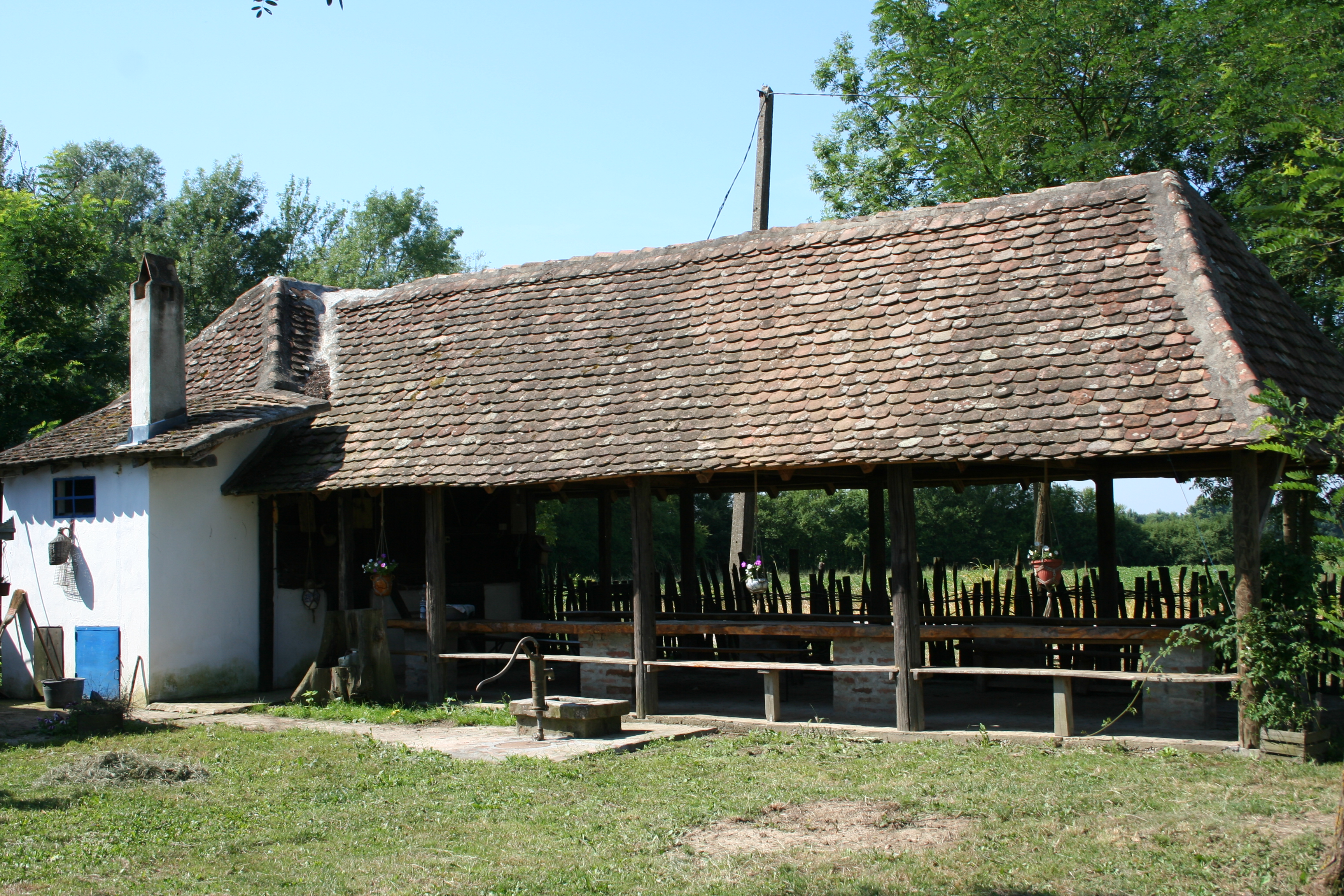